# SN 2006is
SN 2006is – supernowa typu Ia odkryta 18 września 2006 roku w galaktyce A051734-2346. W momencie odkrycia miała maksymalną jasność 17,00m.